# Jiang Ziya
Jiang Ziya (Chinees: 姜子牙; pinyin: Jiāng Zǐyá, soms gespeld als Jiang Zi Ya) is een Chinese computeranimatiefilm uit 2020, geregisseerd door Cheng Teng en Li Wei. Met de mythologische en fictieve versie van de populaire Chinese figuur Jiang Ziya, is de plot losjes gebaseerd op de Ming-dynastie-roman Fengshen Yanyi (Investiture of the Gods) van Xu Zhonglin. De film is een vervolg op Ne Zha uit 2019 en het tweede deel van het Fengshen Cinematic Universe.
De film zou aanvankelijk in China worden uitgebracht op 25 januari 2020, maar na de COVID-19-pandemie werd de film uitgesteld en verplaatst naar de nieuwe releasedatum 1 oktober 2020. De officiële Engelse titel van de film is Legend of Deification.

## Stemverdeling
| Acteur         | Personage          |
| -------------- | ------------------ |
| Zheng Xi       | Jiang Ziya         |
| Yang Ning      | Xiao Jiu / Su Daji |
| Tutehameng     | Shen Gongbao       |
| Yan Meme       | Père David's deer  |
| Ji Guanlin     | Jiuwei             |
| Jiang Guangtao | Tianzun            |